# Joan II de Ribagorça
Joan II de Ribagorça o Joan d'Aragó (Benavarri, 1457 - Montsó, 5 de juliol del 1528) fou castellà d'Amposta (1506-1512), cavaller de l'orde de Sant Joan de Jerusalem, comte de Ribagorça (1485 - 1512) i primer duc de Luna. Fou lloctinent general (1496), capità general i lloctinent de Catalunya (1503-1506), virrei de Nàpols (1507-1509), lloctinent general del regne d'Aragó (1513). Fill il·legítim d'Alfons VI de Ribagorça i de Maria de Jonqueres.

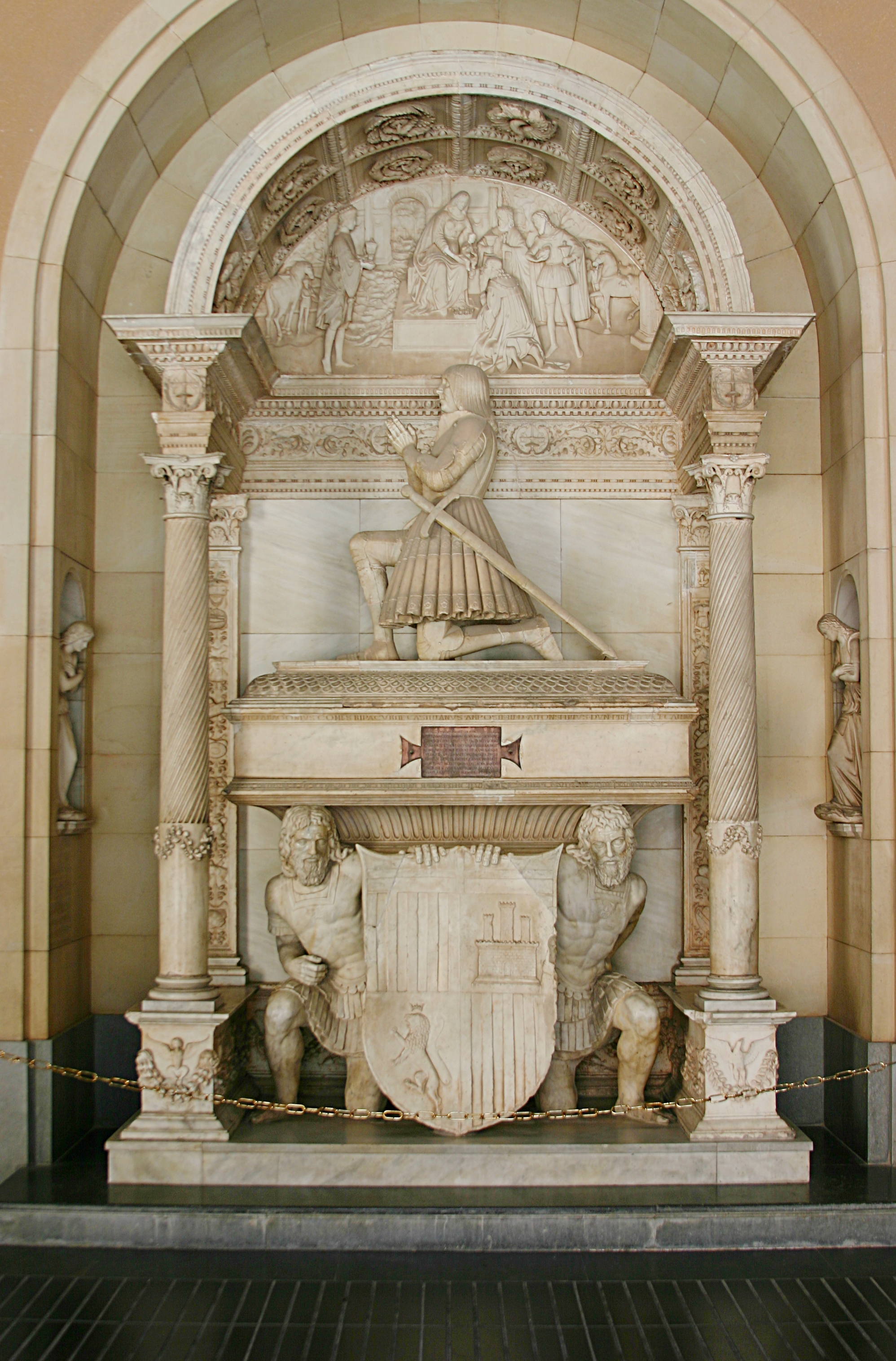
Sepulcre de Joan II de Ribagorça a Montserrat

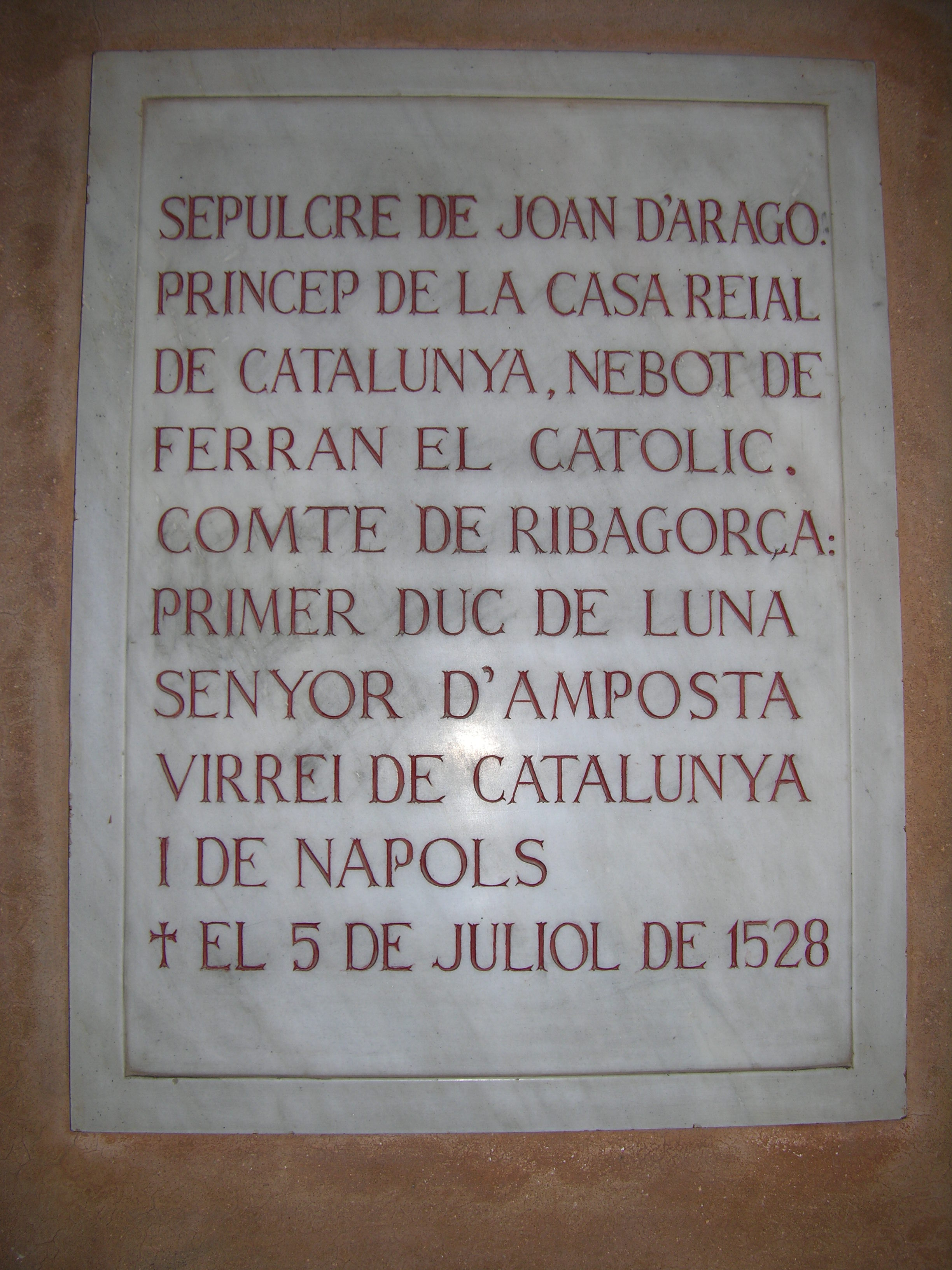
Escrit del sepulcre de Joan II d'Aragó

Es va casar amb Maria López de Gurrea Torrelles anomenada «la Ricahembra» el 1479, qui infantà Alfons VII de Ribagorça (1487) qui fou duc de Luna i comte de Ribagorça. En enviudar Joan el 1492, passà a ser cavaller de Malta i fou castellà d'Amposta el 1506. El 1495 va ser nomenat primer duc de Luna, títol creat pel seu oncle Ferran el Catòlic expressament per a ell. És a través del rei Ferran que arribà a lloctinent de Catalunya el 8 d'octubre de 1496 i hi serà fins al 1506 en què passa a substituir al Gran Capità com a lloctinent i virrei de Nàpols entre 1507 i 1509.
El 1512 tornà a Catalunya i és novament nomenat lloctinent de Catalunya i capità general del Principat. Pel seu càrrec eclesiàstic havia estat insaculat el 1506, i és a l'elecció del 1512 quan surt nomenat president de la Generalitat de Catalunya. Però no fou fins al 10 de juny de 1513 que va entrar a Barcelona i, ho va fer per jurar com lloctinent general del regne d'Aragó. L'absència de la capital contravenia les normes de residència requerides al diputat eclesiàstic i, a més, es considerava incompatible amb el càrrec de lloctinent general. Tot i les pressions dels altres diputats i els oïdors, Joan d'Aragó no presentà la renúncia fins al 10 de juny de 1514.

## Mort i enterrament
Va morir el 5 de juliol de 1528 a Montsó i va ser enterrat al monestir de Montserrat en un sepulcre renaixentista destruït a la guerra del Francès i reconstruït posteriorment.